# Parti socialiste mauricien
Le parti socialiste mauricien est un parti politique de Maurice issue d'une scission d'avec le parti travailliste mauricien en 1981. Ses principaux fondateurs sont Rashid Soobadar  et Harish Boodhoo. 

## Histoire
Le parti remporte les élections législatives mauriciennes de 1982 dans le cadre d'une alliance avec le mouvement militant mauricien. L'année suivante, le 2 mai 1983, il est absorbé par le mouvement socialiste militant à l'initiative de son leader d'alors Harish Boodhoo. Il y a une tentative de recréation en 1988 qui ne donne rien.